# باچانلا
باچانلا (به ایتالیایی: Baccanella) یک منطقهٔ مسکونی در ایتالیا است که در پالایا واقع شده‌است. باچانلا ۲۲۶ نفر جمعیت دارد و ۳۸ متر بالاتر از سطح دریا واقع شده‌است.